# Delfinul

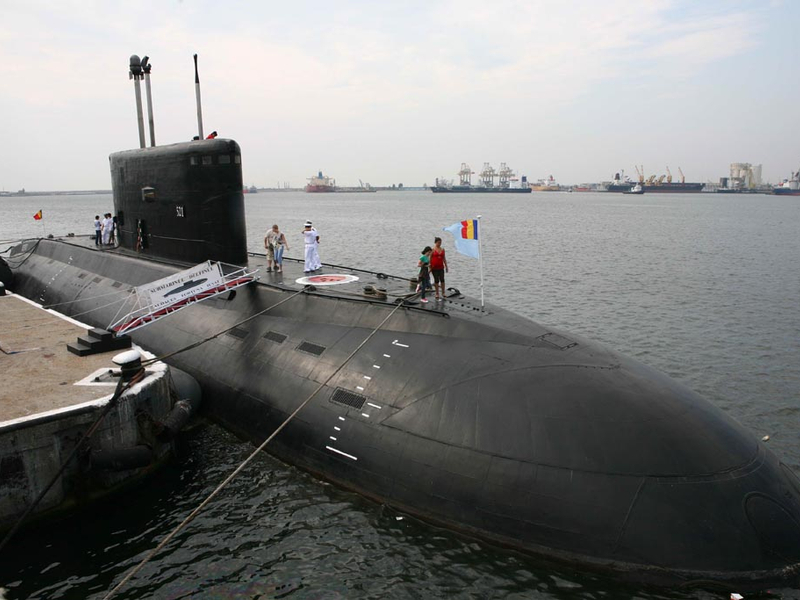
Le Definul en 2008.

Delfinul (Le « Dauphin ») est une classe de sous-marin des forces navales roumaines. Il a été mis en service en août 1985 et est actuellement le seul sous-marin roumain en service. En raison d'un manque de financement, le sous-marin est inactif depuis 1995 ; il est gardé en réserve, amarré dans le secteur militaire du port de Constanța.

## Historique
Au début des années 1980, les forces navales roumaines ont exprimé le besoin d'un sous-marin pour entraîner les navires anti-sous-marins de la flotte. Le gouvernement chinois a fait une offre pour six sous-marins de type 33, deux construits en Chine (dont un avec des travailleurs roumains) et quatre en Roumanie. Cependant, le type 33 était obsolète et le gouvernement roumain décide d'acheter du matériel soviétique. Un navire de la classe Kilo est acquis en 1984 pour 61,5 millions de dollars auprès de l'URSS. Le sous-marin a été construit par l'usine Krasnoye Sormovo n° 112 à Gorki. L'équipage roumain du sous-marin est formé en URSS. Le sous-marin, dénommé Delfinul, a été livré en 1985. L'achat de deux autres sous-marins de la classe Kilo était prévu, mais, pour des raisons financières, les commandes ont été annulées.

## Service opérationnel
Le sous-marin a accompli avec succès 67 missions, avec 2 000 heures d'immersion. Au cours de ces missions, le Delfinul a lancé 23 torpilles et deux mines navales. En 1996, le sous-marin a épuisé les ressources initiales des batteries et est depuis conservé en réserve. Après 2001, le sous-marin a été transféré à l'Académie navale « Mircea cel Bătrân » pour être utilisé comme navire-école,. De nombreux projets de refonte ont été proposés depuis 1996, mais aucun n'a été mis en œuvre,.